# Peter Deunov
Peter Konstantinov Deunov (en bulgare : Петър Константинов Дънов, translittération latine Petăr Konstantinov Dănov, prononciation [pɛtɤr kɔnstantinɔv dɤnɔv]) (11 juillet 1864-27 décembre 1944 à Sofia) est un philosophe et maître spirituel à l'origine de la Fraternité Blanche en Bulgarie.
Il était appelé Maître Beïnsa Douno (en bulgare: Учителя Беинса Дуно) par ses disciples.

## Biographie

### Famille et éducation
Peter Deunov naît le 11 juillet 1864 à Nikolaevka (tout près de Varna, Bulgarie). Troisième enfant du pope orthodoxe Constantin Dǎnovski et sa femme Dobra. Son grand-père maternel était Atanas Guéorguiev (1805-1865), une figure publique active dans la lutte pour l'indépendance de l'Église bulgare lors de la Renaissance bulgare aux XVIIIe et XIXe siècles, quand la Bulgarie était sous domination turque. Son père, Constantin Dǎnovski (1830-1918) était le premier professeur bulgare dans la région de Varna et le premier pasteur de Varna, avant la libération de la Bulgarie de l’Empire ottoman (1878),,.
Peter Deunov est élève à l’école secondaire de Varna de 1880 jusqu'au printemps 1884 quand il tombe gravement malade. Cette maladie est un tournant dans sa vie. Guéri, il poursuit ses études à partir de janvier 1885 à l'École américaine des sciences et de la théologie à Svištov. Là, ses études au lycée de Varna sont reconnues et après un an et demi à Svishtov, le 24 juin 1887 il reçoit un certificat d'achèvement d'un programme d'études complet de cinq ans au département de théologie de l'école américaine.
Au cours de l'année scolaire 1887/88, Deunov était prédicateur et enseignant à l'école primaire méthodiste du village Hotantsa, près de Roussé.

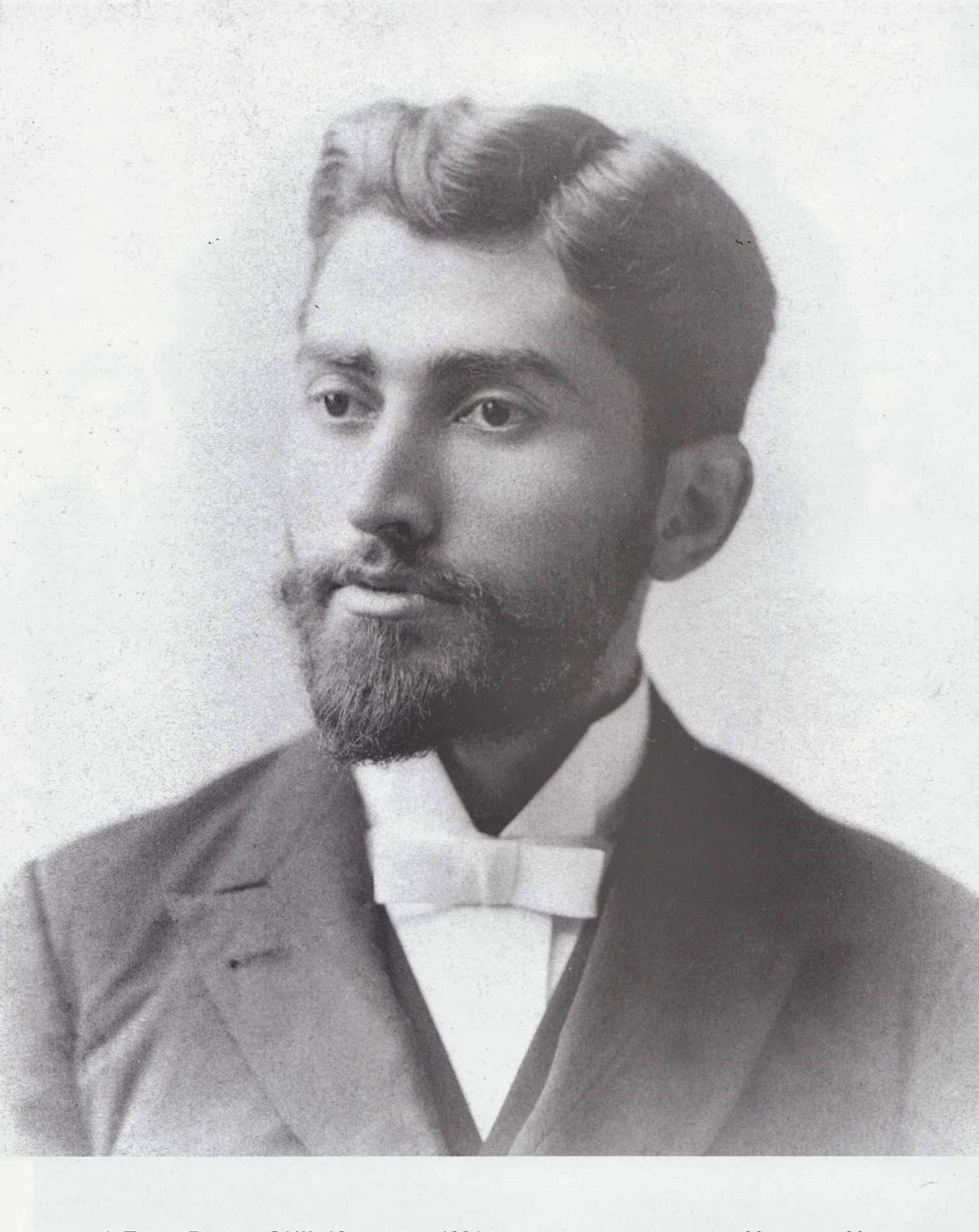
Peter Dеunov, 1891

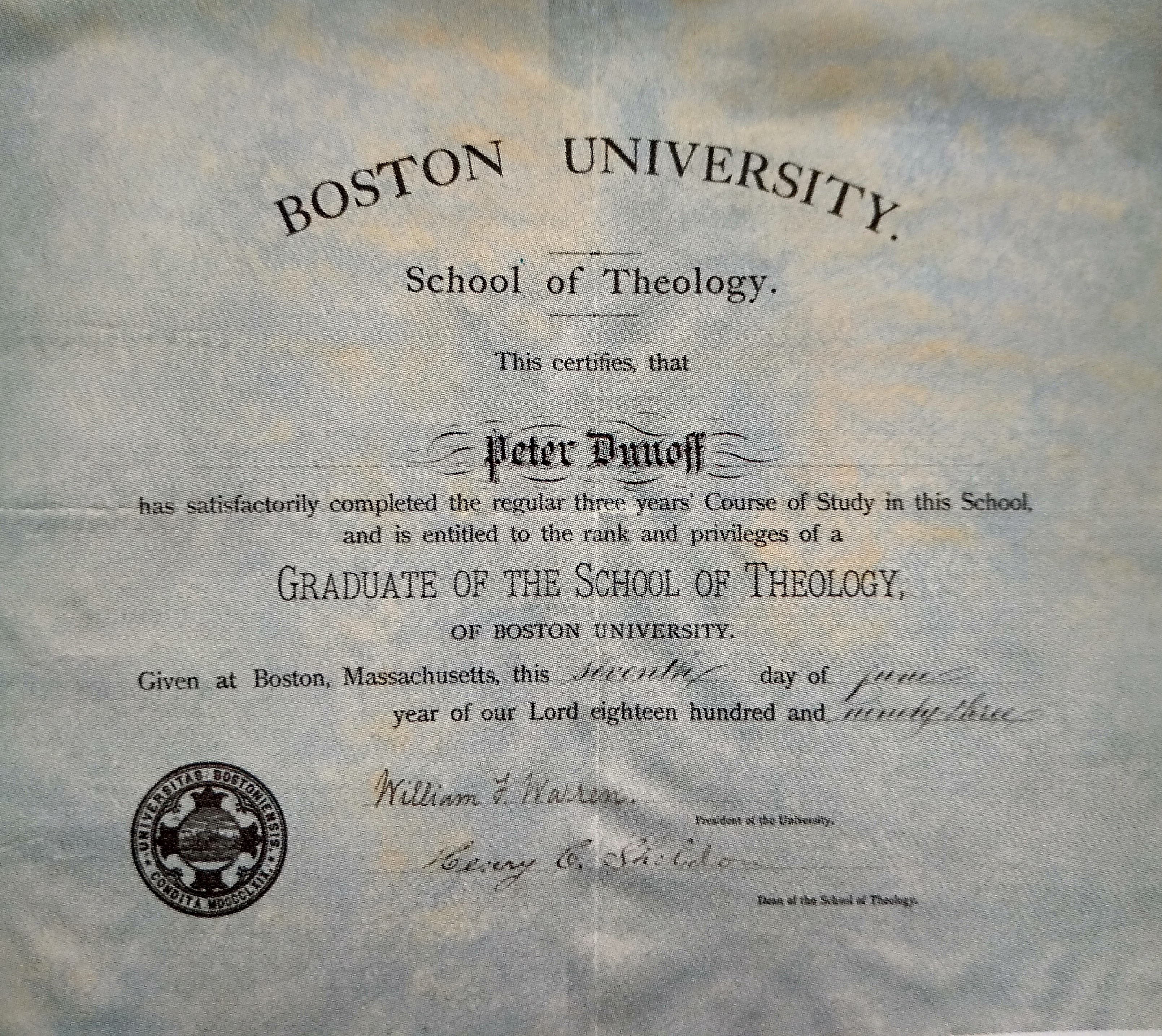
Le diplôme de Deunov de la Faculté de théologie de l'Université de Boston (7 juin 1893)

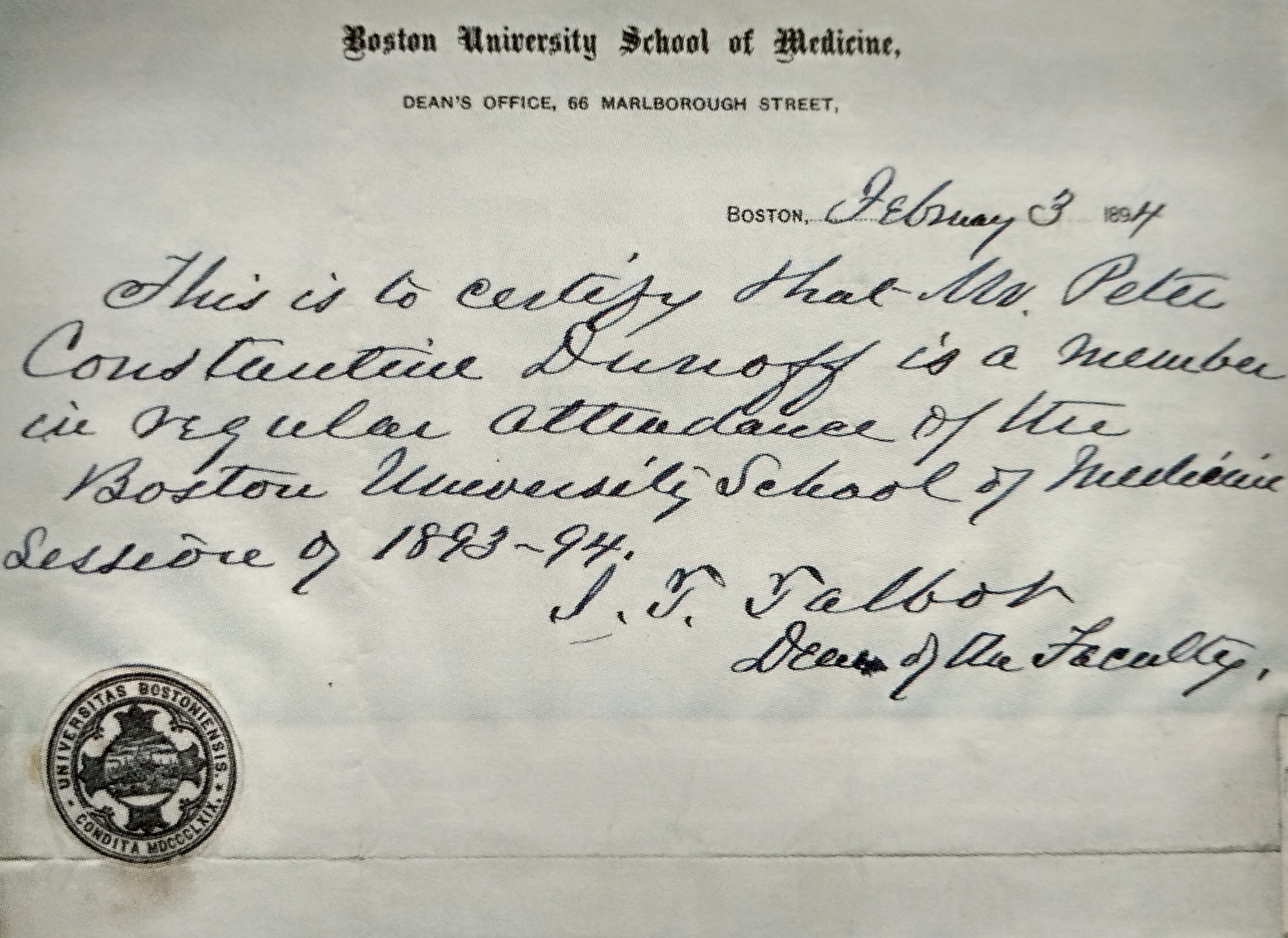
Document de Deunov de la faculté de médecine de l'université de Boston (3 février 1894)

En été 1888, il part pour les États-Unis avec recommandations pour étudier avec une bourse au Séminaire méthodiste théologique de Drew de Madison, au New Jersey. Il s'inscrit et y complète ses études. Puis il devient étudiant à l'école de théologie de l'université de Boston, dans le Massachusetts, où il présente une thèse sur La migration des peuples germaniques et leur christianisation et obtient son diplôme en juin 1893. À partir de 1893, il est étudiant à l'école de médecine de l'université de Boston,.

### Retour en Bulgarie, premières années
En 1895 (à 31 ans), Deunov décide de retourner en Bulgarie et s'établit à Varna. Il participe activement à la vie publique, s'efforçant d'élever l'esprit, l'éducation et la culture du peuple. En 1896, il publie le livre Science et Éducation, où il montre les directions de son travail futur et les principes de base, qu'il développera plus tard en détail : la relation entre la religion et la science et la nécessité de leur interaction, la nécessité de moderniser et d'appréhender scientifiquement la vision du monde religieux, le développement de la capacité de la nature supérieure (le principe divin) en l'homme grâce à des méthodes scientifiques et éducatives correctes, l'idée de l'intégrité de l'Univers et de l'homme dans le cadre d'un organisme collectif commun.
En 1896, il est l'un des fondateurs du Centre culturel et communautaire « P. R. Slavejkov ». Il y est élu bibliothécaire, et dans les années suivantes il donne des conférences devant les habitants de Varna.
En 1897, à 33 ans, Deunov a une expérience mystique - la descente de l'Esprit Divin sur lui. C'est un moment clé de sa vie (comme la maladie qui le tourne vers Dieu). Cela se passe le 7 mars à Varna,. On pense qu'alors il accepte le « devoir »  d'un Maître spirituel qui s'est incarné dans son corps. Cette obligation spirituelle, combinée à une position civique, Peter Deunov suivit avec constance jusqu'à la fin de sa vie terrestre, travaillant parmi le peuple bulgare «pour leur acceptation de l'amour divin, de la sagesse et de la vérité, comme l'idéal le plus élevé pour l'homme».
Cette même année, 1897, Deunov, avec quelques-uns de ses partisans, fonde à Varna la Société pour l'Élévation de l'Esprit Religieux du peuple bulgare. Il écrit une brochure de textes mystiques intitulée Hio-Eli-Meli-Mesail (publiée plus tard, en 1900). L'année suivante, il écrit et donne une conférence, Appel à mon peuple - fils bulgares de la famille slave, devant la Société de la Charité de la Mère de Varna. En 1899, il enregistre Les dix témoignages de Dieu et La promesse divine.
Les événements de 1897 le placent au centre de la société spirituelle qu'on commence à appeler la Chaîne. Plus tard, en 1912, Deunov dit qu'ils représentent la Fraternité, déclarée par lui comme une branche de la Fraternité Blanche Universelle, représentée dans le passé par les Bogomiles en Bulgarie. On commence à l’appeler le Maître.

### Création de doctrine et d'école
À partir de 1900, Peter Deunov convoque des réunions annuelles, d'abord nommées Réunions de la Chaîne. Dès lors et jusqu'en 1942, la Fraternité Blanche a tenu ses réunions annuelles du mois d'août en plusieurs lieux : Varna (1900, 1903, 1906-1909), Bourgas (1901, 1902 et 1904), Veliko Tărnovo (1910-1925), Sofia (1926-1941), et sur les  montagnes du Rila et du Vitocha.
De 1901 à 1912, il voyage dans toute la Bulgarie, donne des conférences et fait des interprétations phrénologiques. En 1912, dans le village d'Arbanassi (près de Veliko Tărnovo), il travaille sur la Bible et prépare Le testament des rayons de couleur de la lumière.  Lorsqu'il ne voyage pas, il est à Sofia et donne des conférences les dimanches. Quand il s'installe définitivement dans la capitale, ses conférences dominicales deviennent régulières. Elles sont détenues dans la maison de son disciple Goumnerov où il vit également, maison jumelle avec celle de Georgi Dimitrov (66 rue Opalchenska).
Le 9 mars 1914, il annonce le début de la nouvelle ère du Verseau. Dès le  dimanche 16 mars 1914, ses conférences commencent à être prises en sténographie : la première a pour titre Voici l'homme, et c'est le début des conférences dominicalles publiées sous le titre Force et Vie. Dans ce cycle, il expose les principes généraux de son enseignement qu'il appelle Le Nouvel Enseignement provenant de la Fraternité Blanche Universelle.
Le 8 février 1917 à Sofia, il commence une autre série de conférences spéciales pour les femmes mariées, connu comme le cycle Grande Mère, qui va durer chaque jeudi jusqu'au 30 juin 1932. Pendant la période 1917-1918, au cours de la Première Guerre mondiale, le gouvernement de Vassil Radoslavov l'envoie en exil à Varna sous prétexte que son enseignement affaiblit l'esprit des soldats au front, et à cause de son opinion que la Bulgarie ne devrait pas participer à la guerre. Il habite l'hôtel de Londres (actuel hôtel Moussala) et correspond avec ses adeptes,. À la fin de la Première Guerre mondiale en 1918, le nombre de ses adeptes dans tout le pays augmente rapidement; vers 1936, on en compte environ 40 000, plus ceux de l'étranger.
Le 24 février 1922, il ouvre une école ésotérique à Sofia qu'il appelle École de la Fraternité Blanche Universelle. Le cours consiste en deux classes d'étudiants : classe ésotérique générale et classe ésotérique spéciale (classe des jeunes). La classe générale est destinée aux auditeurs de tout âge et de tout statut matrimonial, et la classe spéciale est réservée aux jeunes personnellement invités par lui-même. Les conférences sont données devant les deux classes une fois par semaine pendant 22 ans — jusqu'en décembre 1944.
En 1927, Deunov fonde le village d'Izgrev (le lever du soleil) près de Sofia (aujourd'hui un secteur résidentiel de la ville) où il rassemble son public, ses adeptes et disciples dans un centre où ils peuvent travailler. Il s'installe en permanence à Izgrev, où il donne ses conférences dans un salon construit à cette fin. Du 19 au 24 août 1927 (lors de la réunion annuelle tenue pour la première fois à Sofia), il donne une série de conférences intitulée La voie du disciple. En 1927, il commence à travailler sur la Paneurythmie : une série de vingt-huit exercices sous la forme de mélodies, de textes et de mouvements plastiques. Plus tard, il ajoute les exercices sur les rayons solaires et le pentagramme.
L'été 1929, il amène ses disciples camper pour la première fois près des Sept Lacs du Rila. Le 21 septembre 1930, il ouvre une nouvelle session de son enseignement, appelée « conférence du dimanche matin » et qui a duré jusqu'en avril 1944.
Le 4 mai 1936, il est sauvagement battu et malmené par un extrémiste politique, ce qui lui cause une hémorragie cérébrale et une paralysie. Malgré cela, à peine rétabli mais encore faible, Deunov va camper avec ses adeptes, le 14 juillet 1936, tout près des Sept Lacs du Rila. Le 12 août, il estime avoir récupéré la santé. Le 22 mars 1939, il écrit un message à ses disciples intitulé Le testament éternel de l'Esprit.
Au début de l'an 1944, lors des attaques aériennes à Sofia, il va avec un petite groupe à Mărčaevo (un village non loin de Sofia) et demeure chez un de ses disciples (aujourd'hui maison-musée de Deunov). Beaucoup d'autres arrivent aussi еt s'installent dans le village, et d'autres arrivent périodiquement de Sofia. La vie de la Fraternité continue dans ce village au pied de Vitosha, où a lieu sa dernière réunion annuelle,.

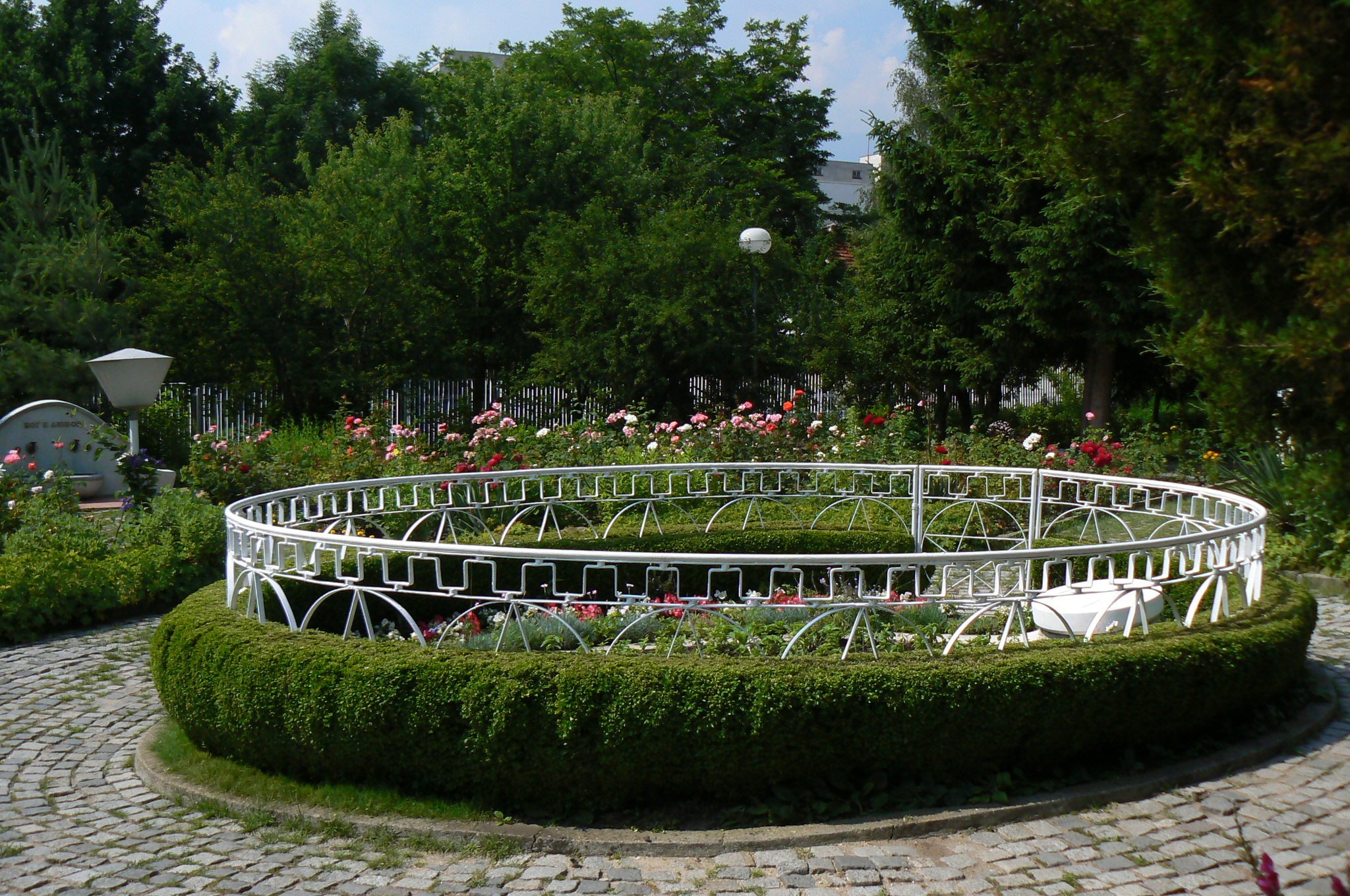
La tombe de Peter Dеunov à Izgrev, Sofia

Il revient à Izgrev le 19 octobre 1944. Le 20 décembre 1944, il donne sa dernière conférence, La dernière parole, à la classe ésotérique générale
Il décède le 27 décembre 1944. Son corps est enterré à Izgreva,. En 1976, ce lieu a été déclaré Site commémoratif par le Comité national de la culture dirigé par Lioudmila Jivkova. En 1998, il a été déclaré Monument culturel d'importance nationale en tant que « Lieu historique et tombe de Peter Deunov (Le Maître) ». Depuis 2004, une place voisine porte le nom de « Peter Deunov – Le Maître ».

## Contribution créative

### Enseignement. Caractéristiques générales
Le système spirituel créé par Peter Deunov est défini par lui comme un enseignement — il l’appelle le Nouvel Enseignement et souligne sa distinction avec la religion : « Je ne vous donne pas une religion, mais je vous donne un enseignement de vie ». Selon Tontcheva, en plus d'un enseignement, il parle aussi de science : « Je ne professe aucune religion, mais je parle d'une vie selon le bien. Ma science porte sur la vie que les gens ont perdue ». Deunov est un partisan de l'idée de son temps de réunir la religion et la science. Son enseignement s'annonce comme un enseignement divin dе l’amour, qui montre un nouveau chemin pour l’humanité, équivalent à l’enseignement du Christ. Deunov propose un « nettoyage » des éléments d’incompréhension du christianisme qui se sont accumulés au cours des siècles.
Le terme de base pour ce système spirituel est École (école spirituelle). Il enseigne des connaissances pratiques sur le monde spirituel et divin. Dans l'enseignement de Peter Deunov, le principe de base est l'application pratique de tout ce qui est appris, c'est-à-dire la théorie et la pratique sont invariablement liées. L’objectif est pratique — transformation culturelle et spirituelle.
Un autre élément important est l’introduction d’un archétype céleste divin – appelé Fraternité Blanche Universelle (également Grande Fraternité Universelle), une unité constituée d'êtres avancés qui ont achevé leur évolution (des millions et des milliards d'années avant les humains), Maîtres de l’humanité. Pour les humains ils ne forment aucune société ou organisation visible. Le Christ est la tête de la Grande Fraternité Universelle. Elle est une vue fondamentale cosmogonique,.
L'homme et sa conscience sont le thème principal de l'enseignement donné par Peter Deunov. L'origine de l'homme, le sens de sa vie et les méthodes pour atteindre les objectifs fixés, considérés dans l'interaction entre l'homme et Dieu, et le monde humain et le monde divin, sont au centre de son enseignement. Son but est la formation de « l'homme nouveau » : un homme de la nouvelle culture, avec un nouveau type de pensée, un nouveau rôle social, etc., et à travers le changement de l'homme, de réaliser un changement dans le monde en construisant un nouveau type de société basé sur l'idée de fraternité entre les peuples.
L'enseignement est construit sur deux niveaux : il véhicule des messages universels (l'homme est une figure qui se tient au-dessus des différences raciales, ethniques, culturelles, nationales et sociales), qui constituent la base de son application dans différentes traditions culturelles, et en même temps il vise l'environnement national spécifique dans lequel il surgit. Il développe l'idée du rôle spirituel de la Bulgarie et des Bulgares dans l’évolution spirituelle mondiale. L'enseignement est également associé à trois grandes traditions des terres bulgares : Orphée et l'orphisme, l'œuvre des frères Cyrille et Méthode, et le mouvement bogomile.

### Doctrine idéologique et méthodologique
Plusieurs aspects dans l'enseignement de Peter Dunov sont regroupés et développés dans plus de 7 000 conférences, données et sténographiées durant la période 1904-1944. Elles sont publiées dans plusieurs séries de volumes : les conférences devant la classe ésotérique générale ou devant la classe ésotérique spéciale, les causeries dominicales, les conférences de la Réunion Annuelles, les conférences matinales, etc..
Deunov construit son enseignement sur cinq principes universels : l'amour, la sagesse, la vérité, la justice et la vertu, à travers lesquels Dieu se manifeste. Dieu est amour. L'amour donne naissance à la vie, il est l'essence de la vie, une force cosmique qui meut tout dans le monde. La sagesse apporte la lumière divine, créant les conditions les plus favorables au développement de l'esprit humain, donnant la connaissance et éclairant le chemin. La vérité libère l’homme et donne un sens à sa vie ; elle donne pouvoir à l’esprit sur la matière. Une expression de ces cinq principes est le pentagramme, dans lequel est inscrit le chemin de l’homme vers l’ascension.
D'après Peter Deunov, l’histoire de la culture mondiale est une projection d’un rythme cosmique, structuré par des périodes globales et des sous-périodes appelées ères culturelles. L'humanité est entrée dans l'ère du Verseau depuis 1914, c.-à-d. la mise en œuvre de la transition évolutive de la cinquième à la sixième ère culturelle. Pendant cette ère les peuples indo-européens sont à la base de l’évolution vers la sixième culture. Les premières étapes dans la conscience collective suprême sont faites pendant la transition actuelle. Une de ses formes sociales sera la vie pour le Tout. La conscience collective étendue, en rendant effective la vie pour le Tout, est considérée comme un attribut de la prochaine sixième ère culturelle et de la future sixième race qui sera à l'origine d'une grande période du règne de l'amour dans tous les domaines,.
L'aspect psychologique du développement humain d'après Dеunov est une transformation importante à travers quatre archétypes culturels : l'Ancien Testament, le Nouveau Testament, les Justes et les Disciples. Cette dernière transition comprend un ensemble de méthodes éducatives, qui vise l'éveil de la conscience dont l'idéal est l'épanouissement de l'âme humaine.
Peter Deunov était végétarien.
Les principales méthodes employées pour le travail spirituel à l'École de la Fraternité Blanche sont : les prières communes, les exercices musicaux et respiratoires, les lectures de l’œuvre de Deunov, assister au lever du soleil, des sorties dans les montagnes, la vie fraternelle, des rassemblements annuels, etc. Une méthode particulière est la danse de la Paneurhythmie.

### Musique

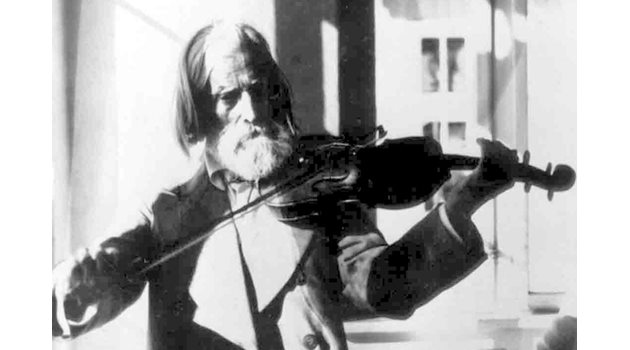
Peter Deunov.

Peter Deunov a étudié la musique, le violon et le piano et jouait remarquablement du violon. Dans les années 1900, il commence à composer des chants basés sur des textes bibliques ou sur ses propres textes, appelés plus tard « chants fraternels », et à partir de 1922, il donne dans son école des chants et des mélodies, qu'il appelle exercices musicaux occultes. Selon lui, ils constituent une méthode de travail pour l'étudiant ésotérique et sont conçus pour tonifier et harmoniser ses processus mentaux. Il a écrit de nombreux chants et diverses compositions.

### Paneurythmie

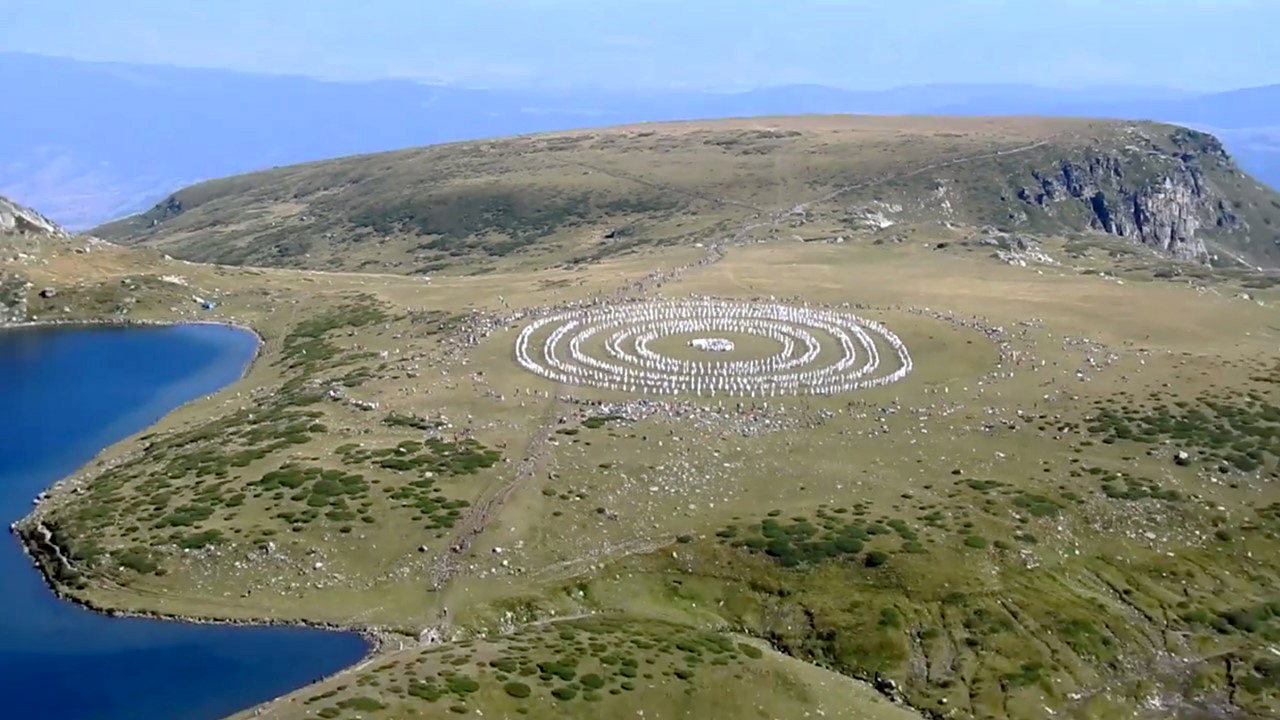
Paneurythmie au lac Băbreka in Rila

La paneurythmie est un système d'exercices spécifiques avec accompagnement musical créé par Peter Deunov entre 1927 et 1944, visant à la fois à améliorer et à maintenir la santé et à stimuler le développement harmonieux de la personnalité, en atteignant l'harmonie avec la nature (l'univers),.
La paneurythmie a une base philosophique profonde, elle réunit la musique, le mouvement, la pensée et la parole en un tout harmonieux. Sous un autre aspect, elle est aussi « à la fois prière, méditation, contemplation et maîtrise ».
La paneurythmie se compose de trois parties, qui sont exécutées l'une après l'autre : la première partie, appelée 28 exercices, la deuxième partie — Rayons de soleil, et la troisième partie — Pentagramme. La durée est au total d'environ 70 minutes ou plus

## Livres en français
« L'enseignement du Maître Deunov » a été donné sous forme de conférences, sténographiées par ses disciples dès 1921.
- Les deux voies. Paris, Sélection du Livres, 1949, 24 p.
- La vie pour le Tout. Publication de l'Equipe de Travail. Paris, Courrier du livre, 1955, 1994, 126 p.
- Le Maître Peter Deunov (Beïnça Douno) Livre I. Rédigé par le Dr. M. Konstantinov, Boīan Boëv, M. Teodorova et B. Nikolov, adaptation française Janine Reigner, Paris, Omnium Littéraire, 1959, 84 p.
- Voici l'Homme. Paris, Grain de blé, 1961, 16 p.
- Le Maître Peter Deunov : L'Éveil de la conscience, L'Amour universel, Source de Vie. Rédigé par le Dr. M. Konstantinov, Boīan Boëv, M. Teodorova et B. Nikolov (1942), Paris, Courrier du livre, 1964, 176 p.
- Dans le Royaume de la Nature Vivante, Courrier du livre, 1966, 124 p., 1989, 1992, 119 p.
- Le Maître Peter Deunov Livre III : Principe de lumière et du savoir, La sixième race Fondement de la Fraternité universelle. Rédigé par le Dr. M. Konstantinov, Boīan Boëv, M. Teodorova et B. Nikolov, Paris, Grain de blé, 1968.
- Le Maître parle, Courrier du livre, 1964, 129 p. : « La Vie, l'Âme, la Vérité, l'Amour... »
- Union avec Dieu, 3 éd, Paris, Grain de blé, 1970.
- La Vie pour le Tout, Courrier du livre, 3° éd. 1989, 126 p.
- Le futur credo de l'humanité, Courrier du livre, 1981,  (ISBN 2-7029-0110-7).
- Au cœur de la santé, Books on Demand, 2008, 300 p.
- La Loi suprême (1925), Courrier du livre, 1990, 125 p.
- Les paroles sacrées du Maître (1938), Courrier du livre, nouvelle éd., 1990,  (ISBN 2-7029-0253-7).
- L'enseignement de vie nouvelle, Courrier du livre, t. I 1983, t. II 1991.
- Le livre des anges, Ultima, 2007, 254 p.
- Le livre de l'éveil. L'entrée de la conscience dans les mondes supérieurs, Ultima, 2006, 268 p.
- Paneurythmie, Éditions Amour et Vie, 1954, 29 p.
- Propos sur l'avenir (1944)  Prophétie.
- Conversations avec le Maître, in L'enseignement de Maître Deunov. Présentation, témoignages, textes et entretiens, Le Courrier du Livre, 1990, p. 229-283.
- La Respiration dans l'enseignement du Maître Deunov, Le Courrier du Livre, 1984, 128 pages.
- Le livre de l'âme, Ultima, 2007, 265 p.
- Le livre du cœur, Ultima, 2009, 282 p.
- Le livre de la prière, Ultima, 2009, 258 p.
- Le grain de Blé, Révue trimestrielle, 126 numéros de 24 p., Anna Bertoli, Paris, dernier numéro en 1989.
- Le grain de Blé, Révue, Nouvelle série, 28 numéros de 40 p., Paris, juillet 1999 - décembre 2005.
- La Bibliothèque de la Parole, Beïnsa Douno.12 volumes de 125 p.,  Sofiа, Alpha-Dar, 2006-2012.
- Livre des prières, Sofia, Alpha-Dar, 2014, 92 p.
- Le nouveau flambeau, Sofia, Alpha-Dar, 2017, 270 p.
- Le vêtement de la vie, Sofia, Alpha-Dar, 2019.

## Musique
- Iarmila Mentzlova. La Paneurythmie. Le psychisme humain en Union avec l'Harmonie Universelle. Exercices d'initiation de Peter Deunov Beïnça Douno. Volume I. Paneurythmie. Danse, principes, musique
- Musique de Peter Deunov, vidéo
- Tsvetana-Lilyana Tabakova et Hristo Trifonov. Beinsa Duno. École occulte d'art du chant. 1997, Alfiola, Varna